# Wuling Hongguang Plus
La Wuling Hongguang Plus è una autovettura prodotta dal 2019 dalla casa automobilistica cinese Wuling Motors.

## Descrizione
Nel settembre 2019, la Wuling ha introdotto un nuovo modello della famiglia Hongguang, che si è aggiunto nella gamma del costruttore cinese come monovolume di grandi dimensioni, con le vendite che sono iniziate un mese dopo la sua presentazione, nell'ottobre 2019.
La vettura viene prodotta dalla joint venture SAIC-GM-Wuling e assemblata a Liuzhou nello Guangxi in Cina.
La Hongguang Plus è un monovolume di fascia media che si basa sulla nuova piattaforma modulare CN150. Sulla Plus esordisce anche un nuovo motore turbo da 1,5 litri e un inedito cambio manuale a 6 marce, con potenza massima di 150 CV e una coppia di 245 Nm.
L'auto ha un design moderno, con uno stile squadrato e spigoloso caratterizzato da una grande griglia del radiatore esagonale, fari alti e un'ampia superficie vetrata.
Abitacolo è stato creato per il trasporto di 6 passeggeri disposti su tre file di sedili, con poltrone indipendenti con regolazione propria e braccioli fissati al bordo dello schienale. Il cruscotto ha un design minimalista, con un display touch screen posizionato centralmente nella console centrale che funge da sistema multimediale.